# San José Chininiapan
San José Chininiapan är en ort i Mexiko.   Den ligger i kommunen Zongolica och delstaten Veracruz, i den sydöstra delen av landet, 240 km öster om huvudstaden Mexico City. San José Chininiapan ligger 1 155 meter över havet och antalet invånare är 111.
Terrängen runt San José Chininiapan är kuperad åt nordväst, men åt sydost är den bergig. Terrängen runt San José Chininiapan sluttar österut. Runt San José Chininiapan är det ganska tätbefolkat, med 155 invånare per kvadratkilometer. Närmaste större samhälle är Cuichapa, 15,0 km nordost om San José Chininiapan. I omgivningarna runt San José Chininiapan växer i huvudsak städsegrön lövskog.